# Fairfield (Texas)
La ville américaine de Fairfield est le siège du comté de Freestone, dans l’État du Texas. Elle comptait 3 094 habitants lors du recensement de 2000.

## Source
- (en) Cet article est partiellement ou en totalité issu de l’article de Wikipédia en anglais intitulé « Fairfield, Texas » (voir la liste des auteurs).